# Хаэн (избирательный округ)
Хаэн — один из 52 избирательных округов Конгресса депутатов, и один из 59 округов Сената Испании, соответствующий границам провинции Хаэн. Также является одним из восьми избирательных округов Парламента Андалусии.

## Избирательная система
В соответствии со статьями 68.2 и 69.2 Конституции Испании 1978 года границы избирательного округа должны совпадать с границами провинции Хаэн, однако в соответствии со статьёй 140, границы избирательного округа могут быть изменены с одобрения Конгресса. Голосование основано на всеобщем тайном голосовании. Согласно статье 12 конституции минимальный возраст для голосования составляет 18 лет.
В случае выборов в Конгресс депутатов используется избирательная система по закрытому списку с пропорциональным представительством и местами, распределяемыми по методу Д'Ондта. Для распределения мест могут рассматриваться только избирательные списки с 3% или более от всех действительных голосов, включая «пустые» голоса, то есть проголосовавшие «против всех».
В случае выборов в Сенат избирательная система следует проверке многомандатным большинством. Избираются четыре сенатора, каждая партия может выдвинуть не более трёх кандидатов. Каждый избиратель может выбрать до трёх сенаторов, независимо от того, принадлежат они к одному списку или нет. Победителями объявляются четыре кандидата, получившие наибольшее количество голосов.
Статья 67.1 Конституции Испании запрещает одновременно быть членом Конгресса депутатов и автономного парламента, что означает, что кандидаты должны уйти в отставку, если они избраны в автономный парламент. На кандидатов в Сенат такой запрет не распространяется. Статья 70 также применяет дисквалификацию к действующим магистратам, судьям и прокурорам, омбудсменам, военнослужащим, полицейским, членам конституционного суда и избирательных комиссий.

## Члены Сената
Провинция Хаэн имеет право на 4 своих представителей в Сенате из 266 сенаторов.
| Сенатор                           | Партия          |
| --------------------------------- | --------------- |
| Микаэла Наварро Гарсон            | ИСРП            |
| Хосе Латорре Руис                 | ИСРП            |
| Мануэль Анхель Фернандес Паломино | ИСРП            |
| Франсиско Хавьер Маркес Санчес    | Народная партия |

## Депутаты Конгресса
Согласно закону о выборах 1985 года, все испанские провинции имеют право как минимум на 2 места в Конгрессе, оставшиеся 248 мест распределяются пропорционально населению. Таким образом Хаэн имеет в Конгрессе пятерых своих депутатов.
| Депутат                 | Партия          |
| ----------------------- | --------------- |
| Фелипе Сисилия          | ИСРП            |
| Лаура Берха             | ИСРП            |
| Хуан Франсиско Серрано  | ИСРП            |
| Хуан Диего Рекена       | Народная партия |
| Франсиско Хосе Алькарас | Голос           |

## Члены Парламента Андалусии
| Представитель                      | Партия                      |
| ---------------------------------- | --------------------------- |
| Мария де лос Ангелес Феррис Гомес  | ИСРП                        |
| Мария де лас Мерседес Гамес Гарсия | ИСРП                        |
| Фелипе Лопес Гарсия                | ИСРП                        |
| Хасинто Хесус Виедма Кесада        | ИСРП                        |
| Эрик Доминго Герола                | Народная партия (Андалусия) |
| Ангела Мария Идальго Аскона        | Народная партия (Андалусия) |
| Франсиско Хосе Паласиос Руис       | Народная партия (Андалусия) |
| Энрике Морено Мадуэньо             | Граждане                    |
| Моника Морено Санчес               | Граждане                    |
| Бенито Морильо Алехо               | Голос                       |